# Clonia wahlbergi
Clonia wahlbergi är en insektsart som beskrevs av Carl Stål 1855. Clonia wahlbergi ingår i släktet Clonia och familjen vårtbitare.

## Underarter
Arten delas in i följande underarter:
- C. w. maculosa
- C. w. wahlbergi